# Thelepus toyamaensis
Thelepus toyamaensis är en ringmaskart som beskrevs av Toru Okuda 1936. Thelepus toyamaensis ingår i släktet Thelepus och familjen Terebellidae. Inga underarter finns listade i Catalogue of Life.